# نيو إنترناشيونال تراك أند فيلد
نيو إنترناشيونال تراك أند فيلد (بالإنجليزية: New International Track & Field)‏ ، يسمى بالنسخة اليابانية نيو إنترناشيونال هايبر سبورتس دي إس (باليابانية: New International ハイパースポーツDS) ، هي لعبة فيديو إلكترونية من إنتاج شركة سومو ديجيتال البريطانية ومن نشر شركة كونامي اليابانية سنة 2008م.